# 小行星9388
小行星9388（英語：9388 Takeno）是一颗围绕太阳公转的小行星。1994年3月10日，小林隆男在大泉天文台发现了此天体。
这颗小行星的绝对星等为196.33574等。